# Мемориал Воинской Славы Нижнего Тагила
Мемориал Воинской Славы Нижнего Тагила (Мемориал Второй Мировой войны) — мемориальный комплекс Нижнего Тагила, посвящённый славе и памяти павших во Второй Мировой войне воинов-тагильчан, а также памяти узников концлагерей ГУЛАГа. Расположен в Нижнем Тагиле по Кушвинскому шоссе, дом 1а/1 (администрация) в Ленинском районе города, на территории центрального Рогожинского кладбища города в районе Рогожино.

## История
Мемориал был открыт в 1950 году, его открытие было приурочено к 15-летнему юбилею празднования дня Победы. Мемориал находится рядом с братской могилой 224 тагильчан, погибших от ран в госпиталях. Место захоронения обозначено большим прямоугольным газоном, по периметру которого идут пилоны с именами погибших солдат. Установлен Вечный огонь. Архитектор памятника В. Дан.
В 1985 году в центре мемориала была установлена скульптура «Мать-Родина» на двухметровом постаменте. Статуя была отлита из бетона по проекту скульптора Василия Михайловича Ушакова. Ежегодно 9 мая в День Победы на мемориале проходят торжественные митинги. Открытие состоялось 8 мая 1985 года. В газете «Тагильский рабочий» писали: «В канун сороковой годовщины Победы на братской могилой во весь рост поднялась скульптура скорбящей матери-Родины. Из её рук спадает гирлянда — венок памяти павшим». 
15 сентября 1990 года в южной части мемориала был установлен памятник жертвам Сталинских репрессий и узникам Тагиллага НКВД.
В 2020 году проведена реконструкция мемориала.

## Описание
Мемориальный комплекс расположен на широкой площади, выложенной бетонными плитами. 
В центральной части мемориала находится братская могила павшим воинам, окружённая бетонным поребриком с наклонными чугунными пилонами, на которых высечены имена погибших в Великой Отечественной войне тагильчан. Перед входом венчает братскую могилу более высокий мраморный пилон с высеченной надписью «Вечная память павшим защитникам социалистического общества» и высеченной пятиконечной советской звездой.
В конце площади стоит главный объект мемориала — монумент «Мать-Родина». Монумент представляет собой скульптуру женщины, олицетворяющей образ Родины. На высоком железобетонном пьедестале стоит в полный рост бетонная фигура женщины в тоге с припущенной к ногам частью лаврового венка. У подножья памятника на чёрной мраморной плите горит Вечный огонь, обрамлённый бронзовой пятиконечной советской звездой.
Памятник жертвам Сталинских репрессий и узникам Тагиллага НКВД
На территории некрополя также установлена памятная стела в память о заключённых Тагиллага НКВД. Памятник представляет собой гранитную плиту с высеченными надписями по-немецки в память о депортированных и на русском языке «Бойцам стройотряда 10-78 Тагиллаг НКВД» и цифрами «1941 — 1945». Слева с надписями и датой на камне высечен силуэт мужчины, прижавшегося к колючей проволоке; справа от надписи высечен равноконечный христианский крест.
Памятник был установлен 15 сентября 1990 года. Ежегодно 28 августа родственники репрессированных и потомки депортированных на Урал немцев Нижнего Тагила, Кушвы, Невьянска и других окрестных городов и посёлков приезжают сюда и собираются у стелы, дабы почтить память погибших.